# Révolution de 1821 en Moldavie et Valachie
Pour les articles homonymes, voir Révolution roumaine.
La révolution de 1821 en Moldavie et Valachie est un mouvement populaire et une campagne militaire menée contre les classes dominantes et contre l'Empire ottoman, dans le contexte de la renaissance culturelle roumaine et hellénique, par des révolutionnaires affiliés à la société secrète Filiki Eteria et par des volontaires en armes : les Pandoures (en roumain : Panduri). Initialement, elle fut coordonnée avec les débuts de la guerre d'indépendance grecque.

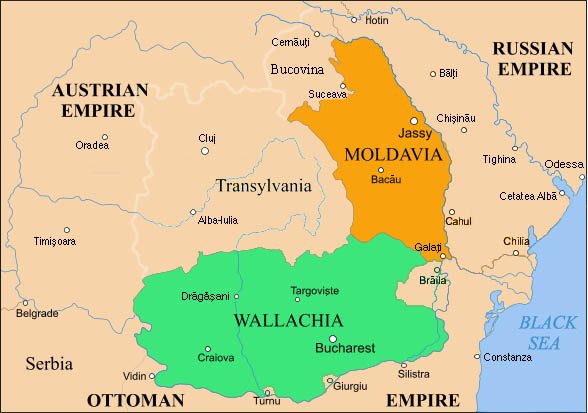
Les principautés roumaines en 1821

## Préparation
Les deux voïvodes des principautés roumaines, le moldave Mihail II Șuțu et le valaque Scarlat Callimachi, connaissaient Alexandre Ypsilántis, chef de la Filiki Eteria, basé à Odessa en Russie où il avait grade d'officier dans l'armée du Tsar. Mihail Șuțu était lui-même Etériste. Avec Tudor Vladimirescu, chef des Pandoures roumains, Ypsilantis avait préparé et coordonné la révolution l'année précédente. Ils avaient secrètement armé et entraîné leurs troupes, organisées en groupes locaux de l'Eteria, en Russie, dans les principautés roumaines et en Grèce. Chacun devait aider l'autre à réaliser ses objectifs : le but d'Ypsilantis, grec, était de parvenir en Grèce, pour y rejoindre les insurgés, en traversant le Danube grâce à la logistique des pandoures roumains, et en soulevant la Bulgarie au passage. Le but de Vladimirescu était, avec l'appui d'Ypsilantis, d'instaurer dans les principautés un régime plus démocratique et de rompre les liens de vassalité avec l'Empire ottoman. Les plus radicaux des Pandoures souhaitaient y proclamer la République.

## Soulèvements en Moldavie et Valachie

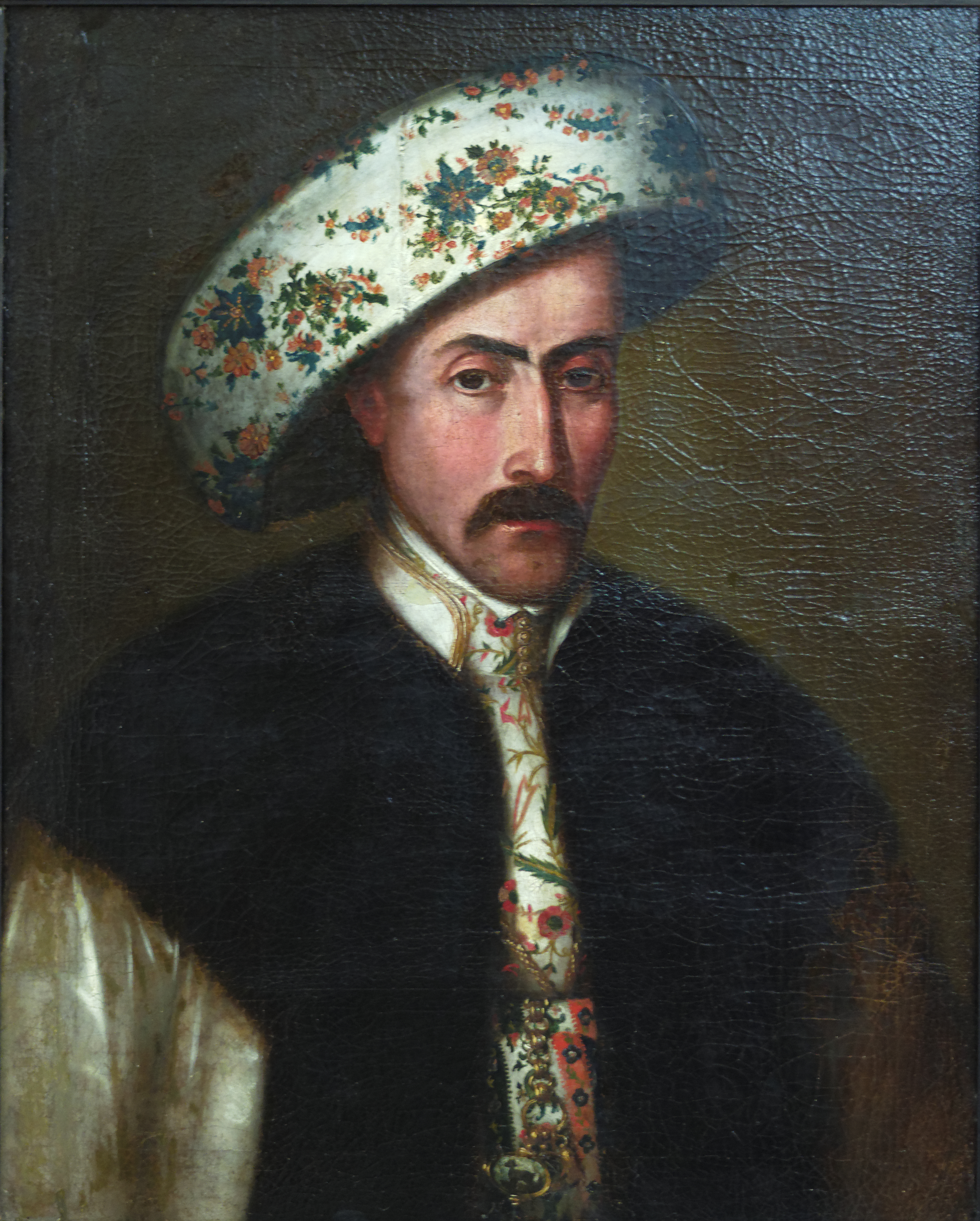
Portrait d'un homme en costume oriental. Anomyme (1820-1830). Musée national d'art de Roumanie

La veille de l'entrée d'Ypsilantis en Moldavie, Vassilios Karavias, chef de l'Eteria dans le port de Galați, réunit la troupe locale et lui annonça que le déclenchement de l'insurrection était proche et qu'il fallait prendre par surprise la petite garnison ottomane (formée d'Arnaoutes, des mercenaires albanophones orthodoxes). Celle-ci fut immédiatement neutralisée. Ensuite Karaviás, qui y vit un moyen de s'enrichir, ordonna aux Etéristes de piller et rançonner les marchands sujets ottomans de la ville (pour la plupart Arméniens et Juifs). Karavias devint ensuite l'un des deux commandants de bataillon des troupes d'Ypsilantis,. De même, lorsque le 6 mars, les Etéristes, venant de Russie, entrèrent dans Jassy, la capitale de la Moldavie, sous les acclamations de la foule, Ypsilántis qui avait grand besoin de fonds pour payer ses troupes, leva un « impôt révolutionnaire » sur les plus riches citoyens et extorqua d'importantes sommes à un banquier grec de la ville, prétextant qu'il avait dissimulé des sommes destinées à l'Hétairie. Le 14 mars, il quitta Jassy à la tête d'environ 1 600 hommes dont 800 cavaliers, la plupart volontaires Etéristes. La troupe marcha sur la Valachie. Mais, en route, une erreur lourde de conséquences fut commise : les Etéristes se livrèrent à de nombreux pillages (la troupe ayant décidé de vivre sur le pays) qui les déconsidérèrent auprès des populations roumaines : celles-ci se mirent à craindre leur arrivée,.
En mars, Tudor Vladimirescu, de son côté, réalisa ses objectifs sans attendre la troupe d'Ypsilantis et prit Bucarest, où il détrôna le voïvode conservateur Scarlat Callimachi et proclama la république, alors que l'Etéria, pour laquelle l'indépendance grecque était prioritaire, aurait préféré composer avec les deux voïvodes. 
Contrairement aux attentes des insurgés et aux annonces d'Yspilantis, le tsar russe Alexandre Ier, au Congrès de Laybach, condamna le déclenchement de l'insurrection, chassa Ypsilantis de son armée et lui interdit de remettre le pied sur le territoire russe. Quant au Patriarche de Constantinople Grigorios, il lança un anathème contre l'Etéria, dont l'action mettait en danger l'Église orthodoxe (cela n'empêcha pas les Ottomans de le pendre à la porte du Patriarcat). Si ces coups qui frappaient le mouvement ne découragèrent ni Ypsilantis, ni Vladimirescu, leur entente en souffrit. Ypsilantis fut abandonné par une partie de ses troupes ; en Moldavie, le Sfat domnesc (assemblée des boyards) déposa Mihail II Șuțu qui s'enfuit en Russie, puis assura le gouvernement ottoman de sa fidélité à la « Sublime porte ». 
Ypsilantis rencontra le 14 avril Vladimirescu près de Bucarest, dont une partie fut occupée par les Hétairistes. Vladimirescu, méfiant envers Ypsilantis, était alors à la tête de 3 900 hommes. Ypsilantis se dirigea ensuite avec environ 3 000 hommes sur Târgoviște, dont il fit sa base et qu'il renforça de fortifications. Les plus jeunes et les plus ardents des Hétairistes formèrent un « bataillon sacré » vêtu de noir avec comme emblème une tête de mort et deux os en croix au-dessus de la devise « La Liberté ou la mort ».

## Réaction ottomane
Les Ottomans commencèrent à réagir militairement à partir de la fin avril, depuis leurs bases de Silistra et Brăila où ils avaient concentré leurs troupes. Selon Giurescu, celles-ci comprenaient aussi des irréguliers (akıncis et armatoles ) qui furent employés pour piller les populations civiles afin de couper les révolutionnaires de leur soutien populaire. Galați fut reprise le 14 mai, après quoi les armées ottomanes se dirigèrent vers Jassy et Bucarest.

## Dissensions et exécution de Vladimirescu

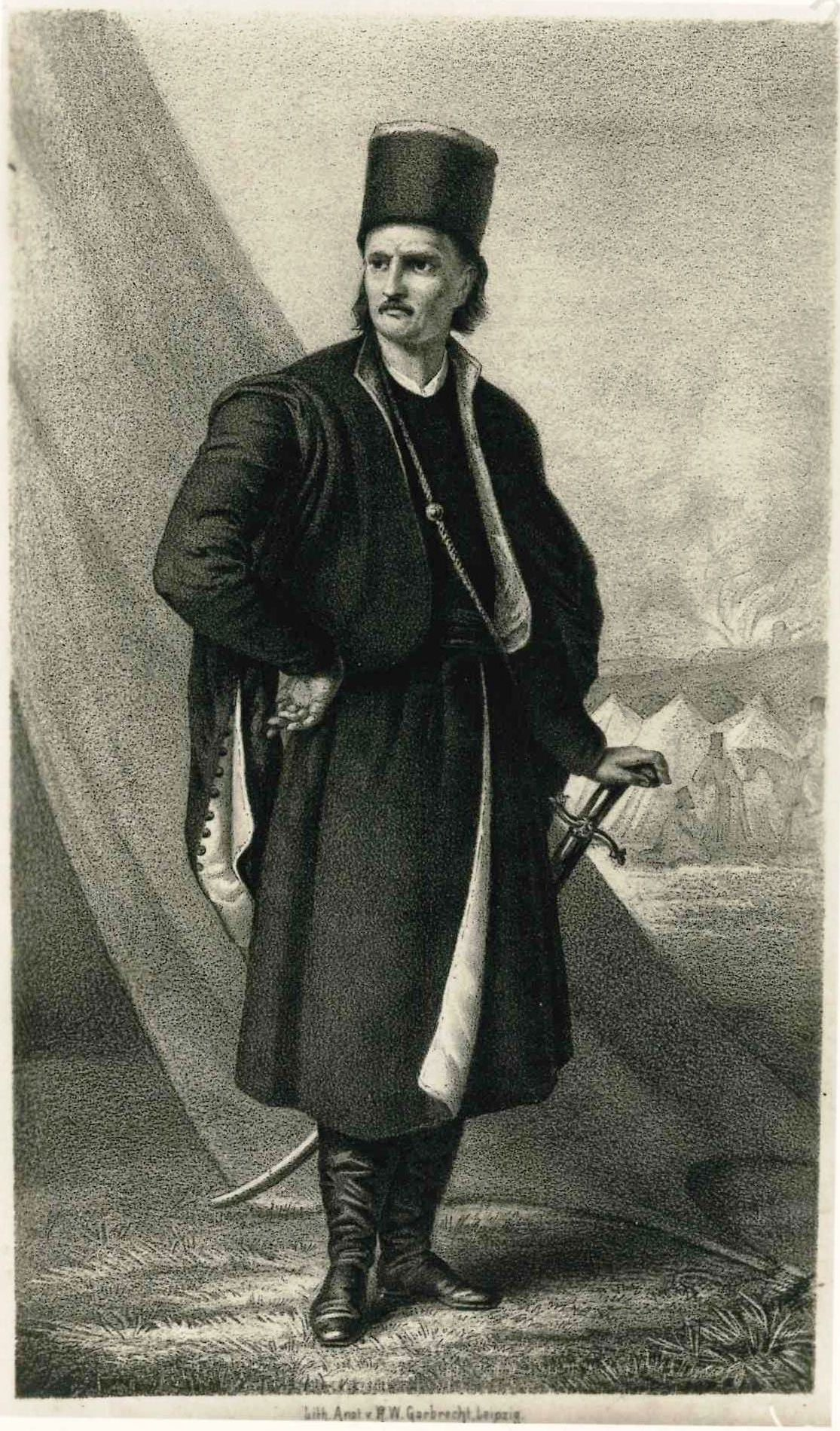
Tudor Vladimirescu

Des dissensions intervinrent chez les insurgés : Vladimirescu n'avait plus besoin des hommes d'Ypsilantis pour prendre Bucarest et n'avait pas obtenu les bateaux nécessaires à ce dernier pour traverser le Danube. De plus, l'armée de Vladimirescu était minée par des conflits internes. D'un côté, certains capitaines Pandoures, d'origine rurale, considéraient les 600 hommes d'Ypsilantis comme une bande de pillards à remettre au pas, et voulaient sans attendre, retourner à Bucarest et fortifier la ville en prévision d'une réaction ottomane. Vladimirescu lui-même inclinait de leur côté. De l'autre côté, certains officiers de Vladimirescu étaient des Etéristes de haut rang, d'origine grecque et bourgeoise, parfois phanariote comme les Șuțu, et considéraient Vladimirescu (Etériste de rang inférieur) comme un simple exécutant et un supplétif de la cause grecque, ayant outrepassé ses instructions et mené une politique personnelle. 
L'armée ottomane reprit Bucarest le 27 mai ; la ville avait été évacuée par ses défenseurs.
Le 31 mai, le grec Iorgaki Olimpiotis, dénonça devant les troupes la politique de Vladimirecu, l'arrêta et l'amena au camp d'Ypsilantis où il fut jugé et exécuté pour trahison de l'Etéria.  
Selon Aricescu, la majeure partie des Pandoures, environ 3 000 hommes, se débanda alors et quitta le camp de Târgoviște ; le reste (moins d'un millier), sous la conduite de Preda Drugănescu, rejoignit les 600 hommes d'Ypsilántis ; selon Gordon, plusieurs milliers de pandoures rejoignirent les troupes d'Ypsilantis (alors fortes de plus de 2 000 hommes), sous la direction de quatre chefs, Hadji Prodan (en), Dimitrie Macedonski, Diamantis et Mikhal Oglou (en).

## Écrasement des insurgés
La situation militaire des révolutionnaires devint de plus en plus précaire. Rejoindre les insurgés en Grèce était devenu impossible. À la mi-juin, Ypsilántis tenta de remonter vers la Moldavie, mais le 13 juin (julien), les troupes ottomanes avaient aussi repris Jassy et Galați, où, comme à Bucarest, la répression fut féroce. Elles convergèrent vers Târgoviște. Ypsilantis renonça à défendre la ville et se replia vers Pitești afin de rassembler ses troupes, puis se dirigea vers l'ouest en direction de l'Olténie où se trouvait une armée ottomane d'environ 2 000 hommes venue de Vidin et basée à Craiova. L'armée d'Ypsilantis était alors forte de 2 500 cavaliers, 3 000 à 4 000 pandoures et les 500 hommes du « bataillon sacré ».
Le 19 juin, à Drăgășani (dans le Județ de Vâlcea), l'armée hétairiste rencontra une avant-garde ottomane de 800 hommes. Malgré les ordres d'Olimpiotis, les troupes attaquèrent sans coordination : le « bataillon sacré » commandé par le jeune Nikolaos Ypsilántis (frère d'Alexandre), ainsi que 500 cavaliers commandés par Preda Drugănescu et Vassilios Karavias, furent taillés en pièces par les troupes ottomanes. Vassilios Karavias et ses hommes prirent la fuite. Iorgaki Olimpiotis réussit à sauver une centaine d'hommes (parmi eux se trouvait Tănase Țacalov, l'un des fondateurs de l'Eteria) et l'étendard de l'unité. Le reste du bataillon sacré, plus de 400 hommes, périt. La seule bataille rangée de l'Eteria dans les principautés roumaines se terminait par un désastre. L'armée révolutionnaire se délita. Ypsilantis abandonna l'armée et réussit à gagner tant bien que mal à la fin juin l'empire d'Autriche, où il termina sa vie en prison. Les derniers restes de l'armée, sous le commandement d'Olympiotis, furent écrasés en août.

## Suites
Il reste de cette révolution les proclamations démocratiques et républicaines de Tudor Vladimirescu, l'espoir qu'elle suscita, et la détermination des pandoures survivants, tels le capitaine Gheorghe Magheru, qui participera 27 ans plus tard à la Révolution de 1848.
Les Ottomans instaurèrent à Bucarest un régime militaire répressif (le trône voïvodal restant vacant jusqu'en 1822).
Les historiens actuels interprètent différemment les événements de 1821, selon qu'ils sont roumains ou grecs. En Roumanie, on évoque une « révolution nationale roumaine trahie par les Grecs », et en Grèce on parle d'un mouvement insurrectionnel « des Grecs des provinces danubiennes, trahi par les valaques ». La version grecque est la plus présente dans l'historiographie anglophone, germanophone et francophone. Il s'agit en fait d'une série d'opérations où les intérêts des uns et des autres furent tantôt convergents, tantôt divergents. À titre d'exemple, le voïvode moldave Mihail II Șuțu, un phanariote, était membre de la Filiki Eteria et favorable au soulèvement, mais, prudent, il joua sur les deux tableaux : il informa son ambassadeur à Constantinople de l'imminence de la révolution, et lui enjoignit de demander des instructions au Sultan, son suzerain. Ainsi, si la révolte échouait, il était couvert. Si elle réussissait, il n'aurait pas à se soucier de suivre les instructions.